# Hòa Phong, Krông Bông
Hòa Phong là một xã thuộc huyện Krông Bông, tỉnh Đắk Lắk, Việt Nam.
Xã Hòa Phong có diện tích 140,86 km², dân số năm 1999 là 5186 người, mật độ dân số đạt 37 người/km².